# ایکدا سن
ایکدا سن (به ژاپنی: 池田せん Ikeda Sen)، آننیو این (若御前)؛ یک اونا-بوگیشا در دوره سنگوکو بود. دختر ایکدا تسونه‌اوکی و خواهر ایکدا تروماسا بود. موری ناگایوشی همسر اول او بود. وی رهبری یک واحد تفنگدار تفنگ شمخال، که شامل ۲۰۰ زن در نبرد کوماکی و ناگاکوتهبودند را برعهده داشت. پس از مرگ شوهرش در همان جنگ، او با ناکامورا کازوئوجی ازدواج کرد.